# Rutger Bregman
Pour les articles homonymes, voir Bregman.
Rutger Bregman, né le 26 avril 1988 à Westerschouwen en Zélande, est un écrivain et historien néerlandais.
Il s’est fait connaître pour ses travaux de vulgarisation sur l’histoire des idées, la défense du revenu de base et la remise en cause des « métiers à la con » (bullshit jobs). Ses livres ont connu un succès international et ont été traduits dans de nombreuses langues,.

## Biographie
Historien de formation, il a publié plusieurs ouvrages portant sur l’histoire, la philosophie et l’économie. Son livre De geschiedenis van de vooruitgang (L’histoire du progrès) reçoit le prix Liberales en 2013.  
En 2014, il publie Gratis geld voor iedereen (Utopies réalistes), plaidoyer pour le revenu universel, la semaine de 15 heures et un monde sans frontières. L’ouvrage est un best-seller aux Pays-Bas et est traduit en plusieurs langues.  
En 2020 paraît Humanité : une histoire optimiste (De meeste mensen deugen), où il défend l’idée que l’espèce humaine est globalement altruiste et coopérative,.  
Ses interventions, notamment lors du Forum économique mondial de Davos en 2019, lui valent une forte médiatisation internationale.  
Rutger Bregman est également chroniqueur pour le média en ligne néerlandais De Correspondent.

## Vie personnelle
Bregman explique être devenu végane sous l’influence de sa mère.

## Publications

### En néerlandais
- Met de kennis van toen, actuele problemen in het licht van de geschiedenis, De Bezige Bij, 2012,  (ISBN 978-90-2347212-4).
- De geschiedenis van de vooruitgang, De Bezige Bij, 2013,  (ISBN 978-90-2347754-9).
- Gratis geld voor iedereen, en nog vijf grote ideeën die de wereld kunnen veranderen, De Correspondent, Amsterdam, 2014,  (ISBN 978-90-822-5630-7).
- (avec Jesse Frederik) Waarom vuilnismannen meer verdienen dan bankiers, Lemniscaat, 2015.

### En français
- Utopies réalistes [« Gratis geld voor iedereen »], Paris, Seuil, 2017, 256 p. (ISBN 978-2-02-136187-2).
- Humanité : une histoire optimiste [« De meeste mensen deugen »], Paris, Seuil, 2020, 423 p. (ISBN 978-2-02-139220-3).